# Museo de Arte de Seúl
El Museo de Arte de Seúl es un museo de arte gestionado por el Ayuntamiento de Seúl y situado en el centro de Seúl, Corea del Sur. Fue inaugurado en la zona de Palacio Gyeonghuigung, un palacio real de la dinastía Joseon, con seis salas de exposiciones y un parque de esculturas al aire libre. Sin embargo, en 2002 se abrió una sede más grande detrás del Palacio Deoksugung, en sustitución de la Gyeonguigung como sede principal. Ocupando el antiguo edificio de la Corte Suprema de Corea del Sur, remodelado y renovado, alberga tres pisos de salas de exposiciones, un anexo dedicado a la administración y un sótano con salas de conferencias, aulas y oficinas. El museo cuenta con dos sucursales más en Seúl: una se encuentra en la antigua sede de Gyeonghuigung y la otra en Namhyeon-dong, Gwanak-gu.
El Museo de Arte Seúl de la rama principal del arte ofrece una amplia variedad de servicios para el público en general. Ofrecidos por el museo son bajos, o sin costo, clases de arte público en las artes tradicionales coreanas, programas docentes en inglés y coreano y conferencias abiertas al público con el fin de promover su misión.